# Wacław Kawiński
Wacław Kawiński (ur. 1883, zm. 11 stycznia 1975 w Warszawie) – polski inżynier technolog. Działacz Związku Młodzieży Polskiej (Zet), członek polskiej delegacji na konferencję paryską, organizator polskiego przemysłu.
Ukończył Instytut Technologiczny w Petersburgu z dyplomem inżyniera (1914). W okresie studiów jeden z przywódców Związku Młodzieży Polskiej (Zet). W 1909 w trakcie przekraczania granicy w Sosnowcu został aresztowany, gdy udawał się na zjazd Związku w Zakopanem – reprezentując środowisko akademików petersburskich miał domagać się utrzymania bojkotu szkol rosyjskich na terenie b. Kongresówki. Mimo poddania go przez żandarmerię rosyjską przesłuchaniu nie udało mu się udowodnić nielegalnej działalności. Mimo tego po powrocie do Petersburgu znajdował się pod stałym nadzorem policji. Po wybuchu I wojny światowej działał w Polskim Komitecie Pomocy Sanitarnej w Warszawie, a następnie w Centralnym Komitecie Obywatelskim. W 1916 członek Komisji Głównej Szacunkowej Przemysłu referent jej Wydziału Rejestracji Strat Wojennych w Warszawie zawiązanych z inicjatywy Towarzystwa Przemysłowców Królestwa Polskiego. Opracowywał on rejestr strat, który po zakończeniu wojny stał się dowodem do uznania roszczeń państwa polskiego przed Trybunałem Rozjemczym w Hadze. Członek delegacji polskiej na Konferencję pokojową w Paryżu (1919–1920) – był w niej dyrektorem komisji szacunkowej do spraw odszkodowań. W 1922 przygotował memoriał do premiera "Projekt odbudowy Ojczyzny i poprawy stosunków finansowych". W l. 1919–1925 z ramienia j banków warszawskich prowadzi! prace nad reorganizacją i uzdrowieniem szeregu przedsiębiorstw przemysłowych i handlowych na terenie b. Królestwa Polskiego. Od 1925 zorganizował i prowadził Wydział Porad w zakresie organizacji przedsiębiorstw przemysłowych i handlowych przy Centralnym Związku Polskiego Przemysłu Górnictwa Handlu i Finansów. W l. 30. XX wieku mieszkał w Milanówku.